# 亨利·杜南
让·亨利·杜南（法語：Jean Henri Dunant，1828年5月8日—1910年10月30日）是瑞士商人和人道主義者，紅十字運動創始人，後人尊稱他為「紅十字會之父」。1859年，他於出差途中目睹了索尔费里诺战役的后果。后来，他在自己的著作《索尔费里诺回忆录》中记录了這段经历，书中的设想最终促成了1863年「救援傷兵國際委員會」的创立（也就
是「红十字国际委员会」的前身）。1864年的《日内瓦公约》也是以杜南的人道思想为基础。1901年他和法国人弗雷德里克·帕西获得了首届诺贝尔和平奖。

## 早年經歷
杜南于1828年5月8日出生在日内瓦一個虔誠的加尔文派家庭，其父让·雅克·杜南（Jean-Jacques Dunant）和母亲安托瓦内特·杜南·柯拉頓（Antoinette Dunant-Colladon）都是生意人，他是长子。他的家人都是非常虔诚的基督教徒，这对他有重大影响，在生活中，他的父母都极力强调做人的价值，他的父亲积极帮助孤儿和被释放的罪犯，而他的母亲则帮助病人和穷人。
杜南成年后亦信奉基督教，他18岁时加入了日内瓦的社会慈善机构。次年，与朋友一起，创立了“星期四协会”，一名青年男子说，他们经常开会研究《圣经》和帮助穷人，他花了很多空闲时间从事监狱探访和社会工作。1852年11月30日，他创建了“日内瓦基督教青年会”，三年后，他参加了在巴黎的会议，专门讨论成立国际组织。
1849年，21岁时，杜南因为糟糕的成绩被迫离开学院，他去了一家典当行当学徒。圆满结束学徒生涯后，他进入了一家银行成为一名雇员。
1853年，杜南去了阿尔及利亚，突尼斯和西西里，对转让和倒闭的公司，他尽量“收购”。
尽管缺乏经验，但他成功地完成了任务。灵感来自旅行，他写下了第一本书，叙述了在突尼斯的经历，出版于1858年。

## 阿尔及利亚
1856年，他在阿尔及利亚创建了一个商业运作的公司，从事玉米种植和贸易，当时阿尔及利亚被法国占领。但是，土地权和水资源的权利并没有拿到，法国殖民当局并没有和他有密切的合作。其结果是，杜南决定直接向法国皇帝拿破仑三世提出申请，法国当时正在和奥地利开战，拿破仑的总部设在（今天的意大利）的小城市索尔费里诺。杜南写了一本充满了恭维赞扬拿破仑三世的书打算提交给他，然后前往索尔费里诺，以满足他的要求。

## 索尔费里诺战役

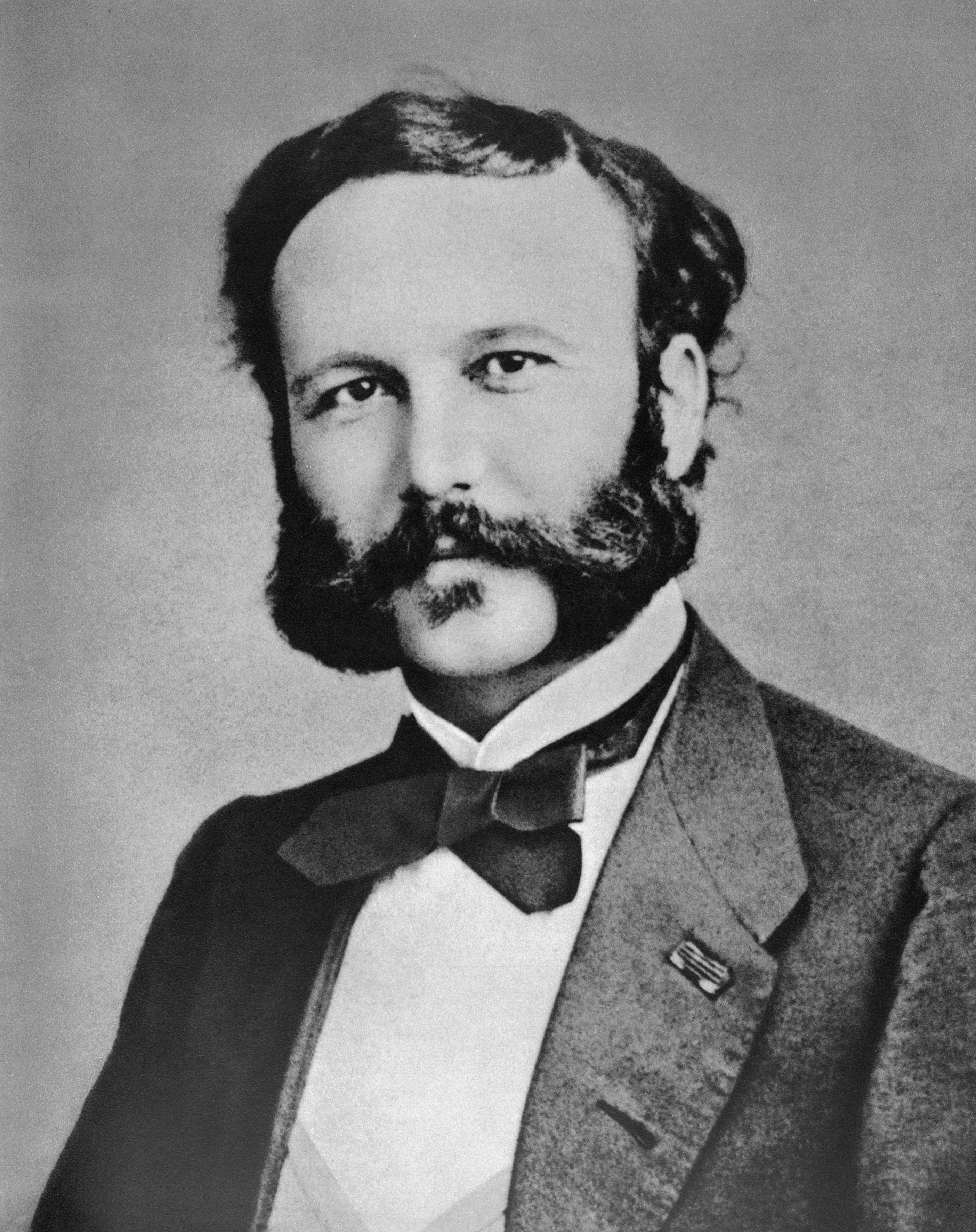
亨利·杜南年輕時的照片。

1859年6月24日晚上，杜南抵达索尔费里诺，正好遇上法國、薩丁尼亞聯軍正在對奧地利作戰。在那天的战斗中，有多达3万8千余人受伤，死亡，在战场上，似乎很少提供护理。杜南深感震惊，他自己采取主动行动，组织平民百姓，尤其是妇女和女童提供援助，以帮助受伤和生病的士兵。他们缺乏足够的材料和用品，杜南亲自组织购买所需材料，并帮助架设临时医院。他深信人人都能提供服务，受伤的人员不考虑到他们是冲突的哪一方，按照“全部是兄弟姐妹”的原则予以救助，附近的姐妹城市Castiglione也有人参加了进来。他还成功地帮助被法军俘虏的奥地利医生获释。

## 红十字会
在7月初回到日内瓦后，杜南决定把自己的经历写成一本名为Un Souvenir de Solferino（《索尔费里诺回忆录》，1862年11月8日出版）的书。这本书出版了1600册，由杜南自费印刷。在此书中，他描述了这场战役、它带来的高昂成本，以及战役后的混乱状况。他还想出了主意，今后应该有一个中立的组织来照顾受伤的士兵。他给当时众多欧洲的权势人物分发了这本书。
杜南开始穿越欧洲，推销他的想法。他的提議得到了法國大作家維克多·雨果的聲援，甚至連拿破崙三世都贊同他。他的著作收到了积极的回应并得以公开出版。後來日內瓦公共福利協會主席古斯塔夫·穆瓦尼埃（Gustave Moynier）注意到了這本書，1863年2月9日召开了专题会议。杜南的建议得到了积极的审查和评估。他们创建了一个五人委员会，以进一步研究实施的可能性，并把杜南纳为成员之一。这个由穆瓦尼埃，杜福爾將軍，阿皮亞醫生，莫諾瓦醫生和亨利•杜南所组成的委员会也就是ICRC的前身。
但在ICRC早期， 古斯塔夫·穆瓦尼埃和杜南产生了严重的分歧和冲突，他们有其各自的设想和计划。穆瓦尼埃建议审议杜南的想法，认为建立中立的“服务提供”并不可信，并建议杜南不要坚持这一想法。然而，在旅行途中及与高级政界、军界人物交谈时，杜南特继续倡导这一立场。这加剧了他与采取一种相当务实做法的穆瓦尼埃之间的冲突，而在五个成员之中，杜南是抱幻想的理想主义者，这导致穆瓦尼埃进一步攻击杜南和他的领导地位。
在1863年10月，14个国家参加了由委员会在日内瓦组织的会议，以讨论如何照顾受伤的士兵。但由于因为穆瓦尼埃对削弱他的领导地位所作的“努力”，这时的杜南只是一位挂名的领导人。一年后，由瑞士议会组织的外交会议促成了有12个国家签署的第一个《日内瓦公约》。这次杜南也仅负责安排与会者的食宿问题。

## 被遗忘的时期
杜南後來都在忙著紅十字會與其它的人道救護事業，還推廣成立類似世界圖書館的機構，因此沒空管理自己的企業，而且最後那個水權也沒拿到。杜南的企业在阿尔及利亚遭受严重挫折，部分原因是因为他的人文理想主义。在1867年4月，金融企业日内瓦信贷公司的丑闻将杜南卷进来，他被迫宣布破产，日内瓦商业法院于1868年8月17日裁决他是“采取有欺骗性做法的破产”。由于他的家人和很多朋友也参与投资了该公司，因而亦受到严重影响。这引起社会上的一片哗然，导致人们要求他从国际委员会出脱离出来。在1867年8月25日，他辞去秘书长，并于9月8日完全脱离委员会。在1864年就成为委员会主席的古斯塔夫·穆瓦尼埃对杜南的被驱逐发挥了重要作用。
在1868年2月，杜南的母亲去世。他同时被“日内瓦基督教青年会”开除。在1867年3月，他离开家乡日内瓦，并说在有生之年将不会返回。在随后的几年内， 穆瓦尼埃尽可能利用他的影响力，让杜南不会得到任何援助和他朋友的任何支持与鼓励。举例来说，在巴黎世界博览会杜南获得了一个奖项，但组委会说只能作为一个整体颁发，杜南并没有拿到。拿破仑三世曾提议在杜南的亲友承担杜南一半债务的情况下由自己承担另一半，但被穆瓦尼埃从中阻挠。
移居巴黎后杜南过着清贫的生活，却仍继续推行自己的人道主义思想和计划。在普法战争（1870至1871年）期间，他创立了共同救济协会，不久后又创建秩序和文明共同联盟。他认为应当讨论裁军问题，并搭建一个国际法庭来调解国际冲突。后来，他又为建立一个世界图书馆而努力，该想法在将来的项目中得到反映，例如联合国教科文组织。
在继续推行和宣传他的想法过程中，他进一步忽略了自己的个人状况与收入，致使税务增加，并被熟人和朋友躲避。尽管他被奥地利、荷兰、瑞典、普鲁士和西班牙的国家红十字会任命为荣誉会员，却几乎被红十字运动的官方发展所遗忘，即使该运动正迅速扩展到新的国家。他生活在贫困中，在1874年和1886年之间，他去了很多地方，包括斯图加特、罗马、科孚岛、巴塞尔和卡尔斯鲁厄。在斯图加特时他认识了图宾根大学学生鲁道夫·米勒，后来与他建立了密切的友谊。1881年，与斯图加特的朋友们一起，他首次到瑞士北部的度假村海登Heiden。1887年在伦敦生活期间，他开始每月收到一些远亲的资助。这使他的日常生活有所保证，同年7月，他搬到了海登，并在那里度过余生。1892年4月30日起，他住在由Hermann Altherr医生主持的医院兼疗养院里。
他在海登认识了青年教师威廉Sonderegger和他的妻子苏珊娜，他们鼓励他纪录自己的生活经历。Sonderegger的夫人创办了一个海登红十字会分会，杜南于1890年成为其名誉主席。杜南希望与Sonderegger一起进一步推动自己的想法，包括出版他的新书。然而，他们的友谊由于杜南对Sonderegger的无理指责而受打击，因为杜南认为Sonderegger与日内瓦的莫瓦尼埃在合伙反对自己。Sonderegger死于1904年，享年仅42岁。尽管他们曾一度关系紧张，但杜南对Sonderegger的意外死亡深感痛心。威廉和苏珊娜夫妇即使在受到杜南指责后，依然对杜南满怀钦佩之情，这种感情也传给了他们的孩子。1935年，他们的儿子勒内出版了一本杜南写给他父亲的书信汇编集。

## 重新得到公众关注
1895年9月，圣加仑《东部瑞士人》报主编Georg Baumberger撰写了一篇文章记述一个月前在海登遇到的这位国际红十字会创始人。这篇名为“Henri Dunant, the founder of the Red Cross”（亨利·杜南，红十字会创办人）的文章见报后被欧洲各国报刊不断转载，引起轰动，他重新得到人们的重视与支持。他获得了瑞士Binet-Fendt奖和天主教教宗利奥十三世写来的信。由于来自沙皇寡妇玛丽亚·费奥多萝芙娜的支持及其它捐助，他的财务状况得到大大改善。
1897年，当时在斯图加特担任教师的鲁道夫·米勒写了一本关于红十字会起源的书，对官方记述作出更改以强调杜南所起的作用。该书还附上了《索尔费里诺回忆录》。杜南开始与贝尔塔·冯·苏特纳通信，并撰写大量文章与著作。他尤其积极撰写女权文章，1897年还帮助仅在布鲁塞尔有过短暂活动的“绿十字”女性组织。

## 诺贝尔和平奖
1901年，他和弗雷德里克·帕西（國際和平聯盟和各國議會聯盟創辦人）同獲首屆諾貝爾和平獎。關於其得獎有些爭議，但本着诺贝尔本人将奖项发给个人的遗愿，最终杜南得以获奖。在诺贝尔委员会上支持杜南的挪威军医Hans Daae成功将杜南的10.4万瑞士法朗奖金存在挪威银行，以避免被杜南的债主拿去。在杜南的余生中，他一直沒有動用这笔獎金，最後他把大部分的獎金捐給了挪威與瑞士的慈善事業。

## 逝世

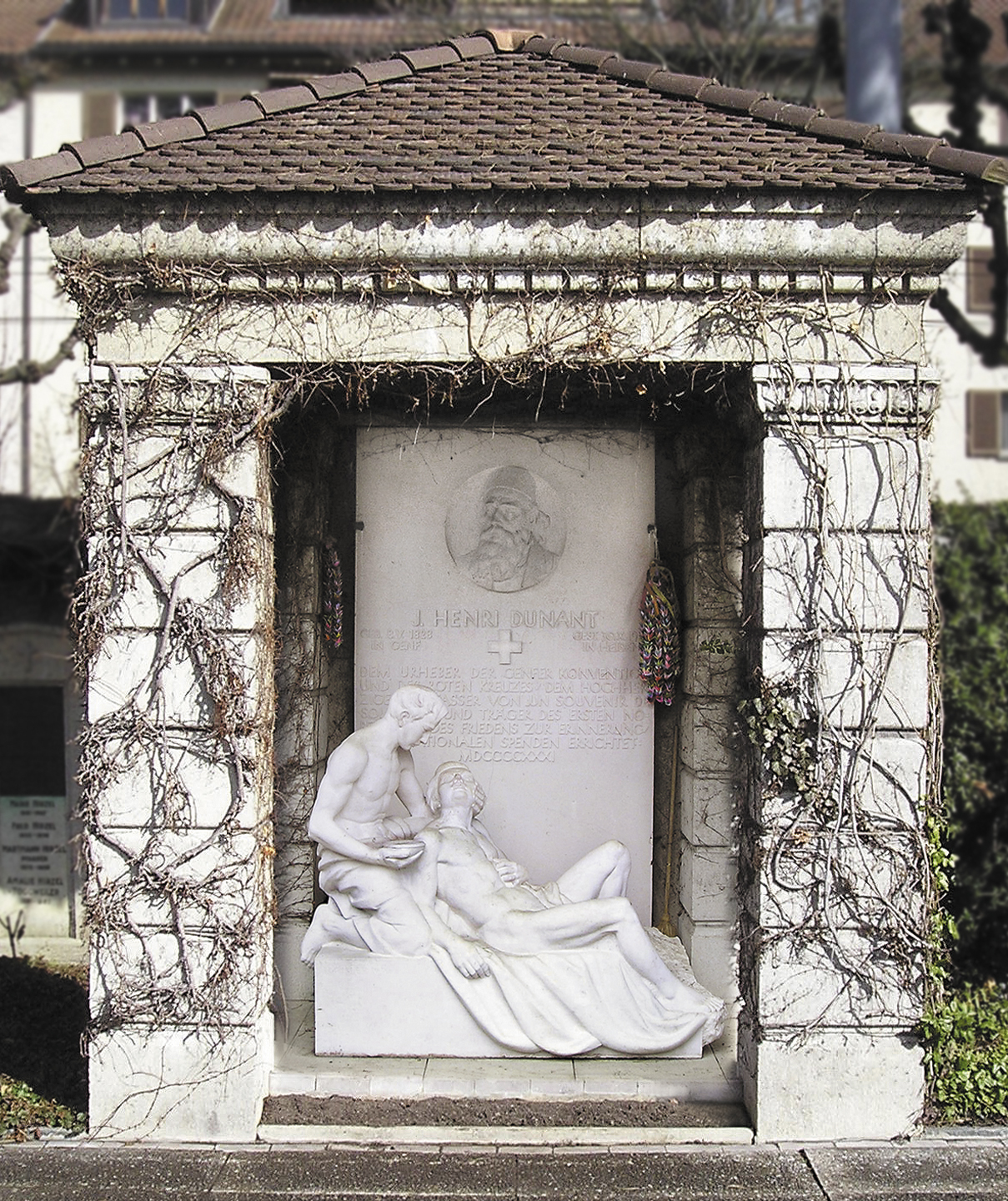
亨利·杜南的墓

在1903年，杜南在海德堡大学医学院获得名誉博士学位。他一直住在海登的养老院，直到他去世。在最后的日子里，他患有抑郁症和妄想症，老是梦见的他的债权人和穆瓦尼埃。甚至因为害怕养老院在他的食物中下毒而要求厨师当着他的面品尝食物后才肯吃。虽然他一直信仰基督教，在他最后的日子里，他却踢开并指摘加尔文派和有组织的宗教。
他于1910年10月30日逝世，比他的死对头穆瓦尼埃晚两个月。尽管红十字国际委员会在他获诺贝尔和平奖后向他表示祝贺，他与古斯塔夫·穆瓦尼埃之间却始终未曾和好。
他死後依其遺願火葬，骨灰埋在蘇黎世。沒有人送葬，更別說是葬禮。他的墓碑上沒有墓誌銘，只有一幅大理石浮雕：一個救護者跪在一個垂死之人的旁邊，餵著他生命的甘露。1948年，也就是杜南逝世之后38年，国际红十字协会理事会决定把5月8日，也就是亨利·杜南先生的生日，定为「世界红十字日」。
按照他的遗志，他捐赠资金，以确保海登养老院总是帮助贫穷的地区的人民，其它的钱给在瑞士和挪威的朋友和慈善组织。再有剩余的资金去部分缓解其债权人的债务，在有生之年无法完全偿消债务一直是他重大的负担。海登的前疗养院现在变成了杜南博物馆。在日内瓦和其它地方有许多街道、广场和学校以他的名字命名。亨利杜南奖章每两年颁发一次，由常设委员会颁发。是国际红十字和红新月运动的最高勋章。
亨利·杜南终身未婚。

## 其它
- 亨利·杜南是共濟會成员[4][5]。

### 引用
1. ↑  周奕廷. . 光聖. 2007. ISBN 986828421X.
2. ↑  .   [2013-09-19]. （原始内容存档于2012-03-31）.
3. ↑  李逸華。萬物簡史。臺北縣：源樺，2007年：124頁。ISBN 978-986-82842-1-0
4. ↑  Berger, Jean-François. "Interview: The Henry Dunant Society" （页面存档备份，存于）, Red Cross Red Crescent magazine, 2006: Issue 3.
5. ↑  John Hamill and Robert Gilert (Eds.), Freemasonry, A Celebration Of The Craft, p. 231. (J.G. Press, 1998)